# Liebe ist kein Argument
Liebe ist kein Argument ist ein 1982 entstandener deutscher Spielfilm von Marianne Lüdcke mit Günter Lamprecht und Erika Pluhar in den Hauptrollen. Die Geschichte basiert auf dem gleichnamigen Roman (1981) von Leonie Ossowski.

## Handlung
Felix und Lea sind ein gutbürgerliches Ehepaar, das in seinem Ehealltag gefangen ist. Nach zwanzig Jahren spielt sich zwischen den beiden nicht mehr viel ab. Während Felix Befriedigung in seinem Anwaltsberuf findet, gibt sich Lea, die ihre Lebensgier anders als Felix noch nicht aufgeben will, dem Handel moderner Designobjekte hin. Ihre emotionale Befriedigung holt sie sich beim Sex mit dem deutlich jüngeren Max Leibig, der zu allem Unglück auch noch der Freund ihrer 19-jährigen Tochter Katharina ist. Max ist ein eher unsteter Charakter. Auch sein bürgerliches Familienumfeld ist wie das Katharinas nur nach außen hin wohlgeordnet, in Wahrheit jedoch recht brüchig. Seine wohlhabenden Eltern sind für ihn einerseits eine „sichere Bank“, andererseits verknüpfen sie mit ihrer Großzügigkeit auch bestimmte, klare Erwartungen, die bisweilen in Bevormundungen enden. 
Ohne eine Lebensrichtschnur neigt Max dazu, etwas zu verludern; seine große Schwäche ist das Glücksspiel. Hierbei hat er schon Unsummen verloren, und dank gewisser charakterlicher Schwächen und innerer Ziellosigkeit kommt er davon auch nicht los. Eines Tages kommt es,  wie es kommen muss: Katharina erwischt ihren Freund und ihre Mutter in flagranti. Die Familie droht daraufhin zu zerbrechen, denn Katharina stürmt Hals über Kopf aus dem Elternhaus, und Felix macht seiner untreuen Gattin unausgesprochen schwere Vorwürfe, ohne diese verbal zu artikulieren – zu sehr ist beider Langzeitehe in Sprach- und Gefühllosigkeit verstummt und Felixens Ersatzbefriedigung die Arbeit im Büro geworden. Max bleibt in diesem Scherbenhaufen ungelöster Konflikte und unausgesprochener Gefühle, in dem, wie der Filmtitel insinuiert, Liebe kein Argument mehr ist, mit sich allein zurück.

## Produktionsnotizen
1982 gedreht, erlebte Liebe ist kein Argument stark verspätet seine Uraufführung am 31. Januar 1984.
Die Kostüme gestaltete Barbara Baum.

## Wissenswertes
Dieser Film ist nach dem deutlich freundlicher aufgenommenen Die große Flatter (1979) bereits der zweite Film, den Regisseurin Lüdcke nach einer Romanvorlage von Leonie Ossowski gestaltete.

## Kritiken
In der Fachzeitschrift Cinema war zu lesen: „In einigen Momenten erinnert „Liebe ist kein Argument“ an „Die Reifeprüfung“. Doch hätte man eine Portion Heiterkeit und Zuversicht Marianne Lüdckes Film gewünscht. Trotzdem: Über die Bilder ihres Kameramanns Dietrich Lohmann und durch das Spiel der vier großartigen Darsteller werden bereits intensive, aber auch erschreckende Szenen fühlbar.“
Im Lexikon des Internationalen Films heißt es: „Banal, kraftlos, ohne ethisches Leitbild. Trotz namhafter Darsteller auch schauspielerisch uninteressant.“